# ブリッジポート駅 (コネチカット州)
ブリッジポート駅（Bridgeport）は、コネチカット州フェアフィールド郡ブリッジポートにあるメトロノース鉄道の駅。

## 概要
メトロノース鉄道（コネチカット州交通局）のニューヘイブン線の駅である。 アムトラックの北東回廊線の一部でもある。
この駅からニューヨーク州にあるグランド・セントラル駅（メトロノース経由）とペンシルベニア駅（北東回廊線経由）に行ける。ブリッジポートは大都市であり、利用者も多い駅である。ウォーターバリー支線の列車は当駅どまりである。

## 利用可能な鉄道路線／列車
メトロノース鉄道：
この駅は主にメトロノース・ニューヘイブン線の列車がとまる。ニューヘイブン線では主要駅の一部である。
アムトラック：
アムトラックにとっても主要な駅であり、大半の列車がとまる。

止まる列車は：
- ノースイースト・リージョナル - ワシントンD.C.とボストンのあいだを走る列車
- バーモンター - ニューヨーク／ペンシルベニア駅とセント・アルバンスのあいだを走る列車

ショア・ライン・イースト鉄道
ニュー・ヘイブン－ユニオン駅とニューロンドン駅のあいだを走る普通列車、ピーク時には当駅も停車する。

## 駅構造
2面4線（単式2面）のホームを持つ高架駅である。各ホームは地下道や跨線橋で結ばれている。島式のホーム有効長は8車両。
| ホーム | 3番線 | 1番線 | 2番線 | 4番線 | ホーム |

| のりば | 路線                  | 方向 | 行先                                 | 備考         |
| ------ | --------------------- | ---- | ------------------------------------ | ------------ |
| 3      | ■ニューヘイブン線     | 上り | グランド・セントラル方面             |              |
| 3      | 北東回廊線            | 上り | ペンシルベニア駅／ワシントンD.C.方面 |              |
| 3      | ■ウォーターバリー支線 | -    | ウォーターバリー駅方面               | 折り返し列車 |
| 4      | ■ニューヘイブン線     | 下り | ニュー・ヘイブン－ユニオン方面       |              |
| 4      | 北東回廊線            | 下り | ボストン南駅方面                     |              |
| 4      | ■ウォーターバリー支線 | -    | ウォーターバリー駅方面               | 折り返し列車 |

奇数の番号の線は西に位置する。

## 隣の駅
メトロノース鉄道
■ニューヘイブン線
フェアフィールド・メトロ - ブリッジポート - ストラトフォード
■ウォーターバリー支線
　（フェアフィールド・メトロ） - ブリッジポート - ストラトフォード
アムトラック
北東回廊線
スタンフォード - ブリッジポート - ニュー・ヘイブン－ユニオン
ショア・ライン・イースト鉄道
北東回廊線
（スタンフォード） - （ブリッジポート）　－　ニュー・ヘイブン－ユニオン